# فيرنر جانسين
فيرنر جانسين (بالإنجليزية: Werner Janssen)‏ هو ملحن أمريكي، ولد في 1 يونيو 1899 في نيويورك في الولايات المتحدة، وتوفي بنفس المكان في 19 سبتمبر 1990.

## وصلات خارجية
- فيرنر جانسين على موقع IMDb (الإنجليزية)
- فيرنر جانسين على موقع ألو سيني (الفرنسية)
- فيرنر جانسين على موقع ميوزك برينز (الإنجليزية)
- فيرنر جانسين على موقع أول موفي (الإنجليزية)
- فيرنر جانسين على موقع قاعدة بيانات برودواي على الإنترنت (الإنجليزية)
- فيرنر جانسين على موقع قاعدة بيانات الأفلام السويدية (السويدية)
- فيرنر جانسين على موقع أول ميوزيك (الإنجليزية)
- فيرنر جانسين على موقع ديسكوغز (الإنجليزية)
- فيرنر جانسين على موقع قاعدة بيانات الفيلم (الإنجليزية)
- فيرنر جانسين على موقع كينوبويسك (الروسية)